# 華師駅
華師駅（かし-えき）は、中華人民共和国広東省広州市天河区五山路と天科路の交差点に位置する広州地下鉄3号線（支線）及び11号線の駅。駅名の由来は華南師範大学の略称。
将来的に、3号線支線（体育西路～天河客運站）は分離され、10号線の一部として編入される予定です。

## 歴史
- 2006年12月30日：3号線の駅として開業[2]。
- 2024年12月28日：11号線の開業により、乗り換え駅となる[3]。

## 駅構造
両線とも島式ホーム1面2線を有する地下駅。3号線ホームは五山路りの、11号線ホームは天科路りの地下にある。

### のりば
| 番線                    | 路線     | 方向   | 行先                       |
| ----------------------- | -------- | ------ | -------------------------- |
| 3号線ホーム（地下2階）  |          |        |                            |
| 1                       | ■ 3号線  | 南行   | 海傍方面                   |
| 2                       | ■ 3号線  | 北行   | 天河バスターミナル方面     |
| 11号線ホーム（地下4階） |          |        |                            |
| 3                       | ■ 11号線 | 外回り | 沙河・雲台花園・大沖口方面 |
| 4                       | ■ 11号線 | 内回り | 天河公園・員村・沙涌方面   |

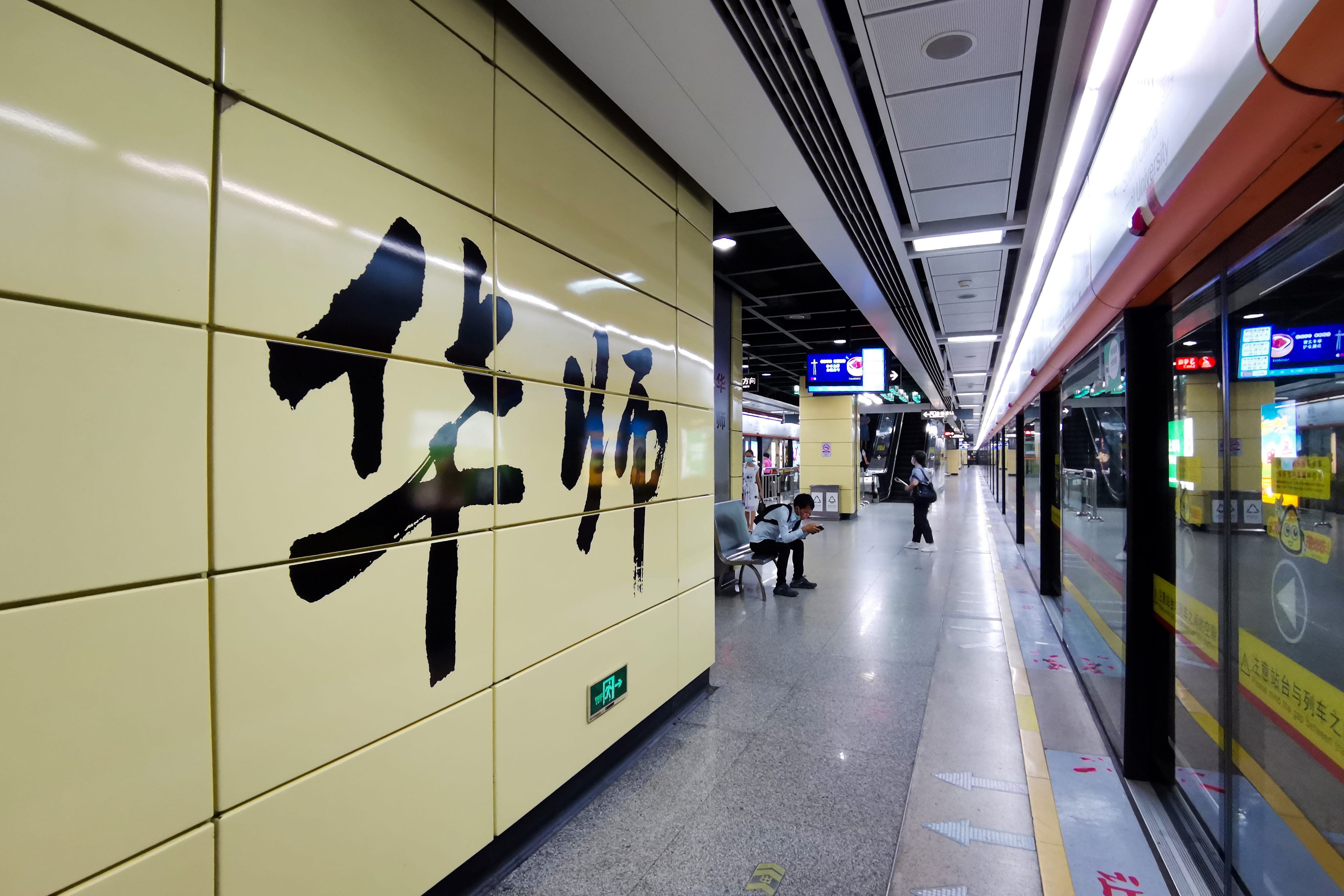
3号線ホーム
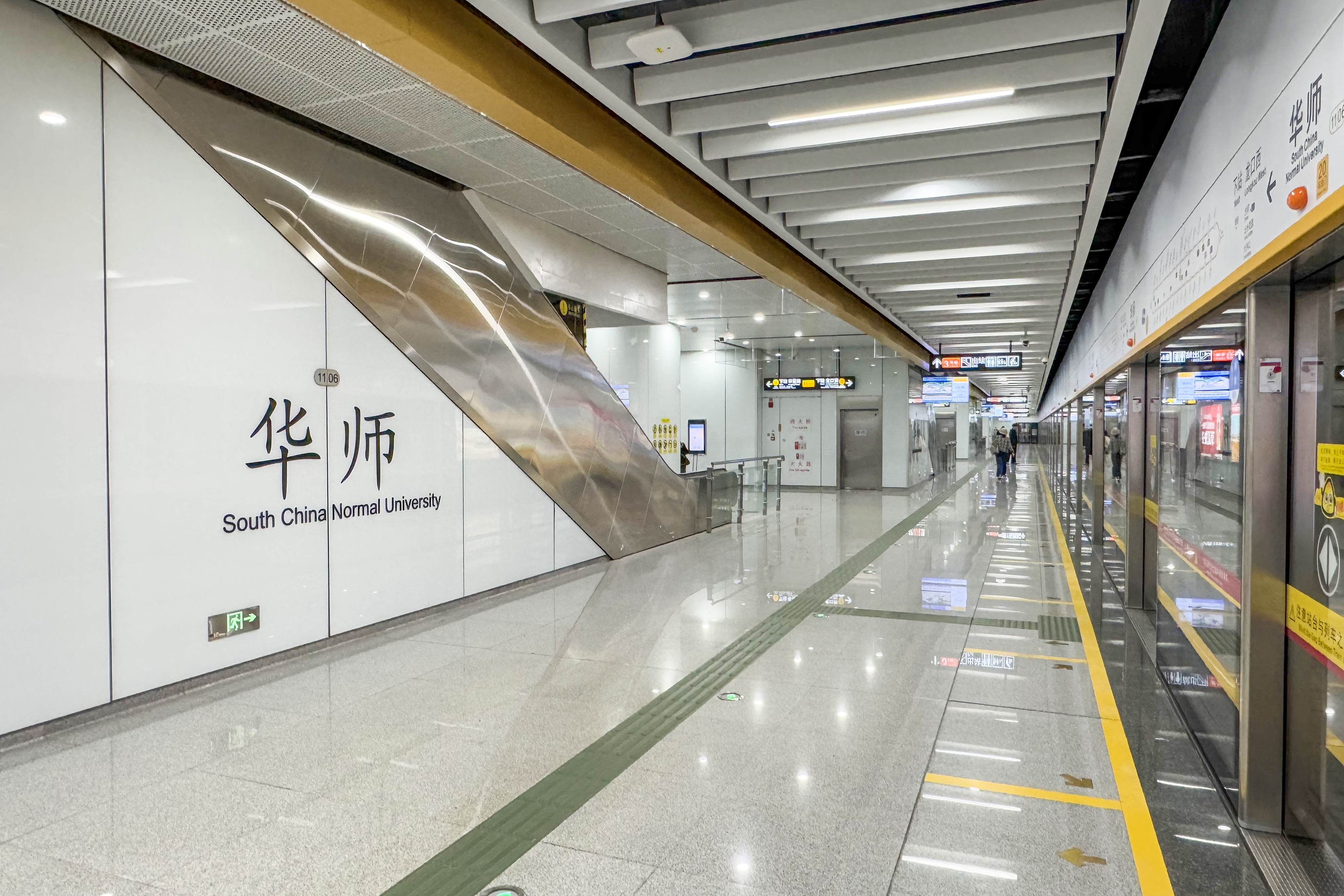
11号線3番線ホーム
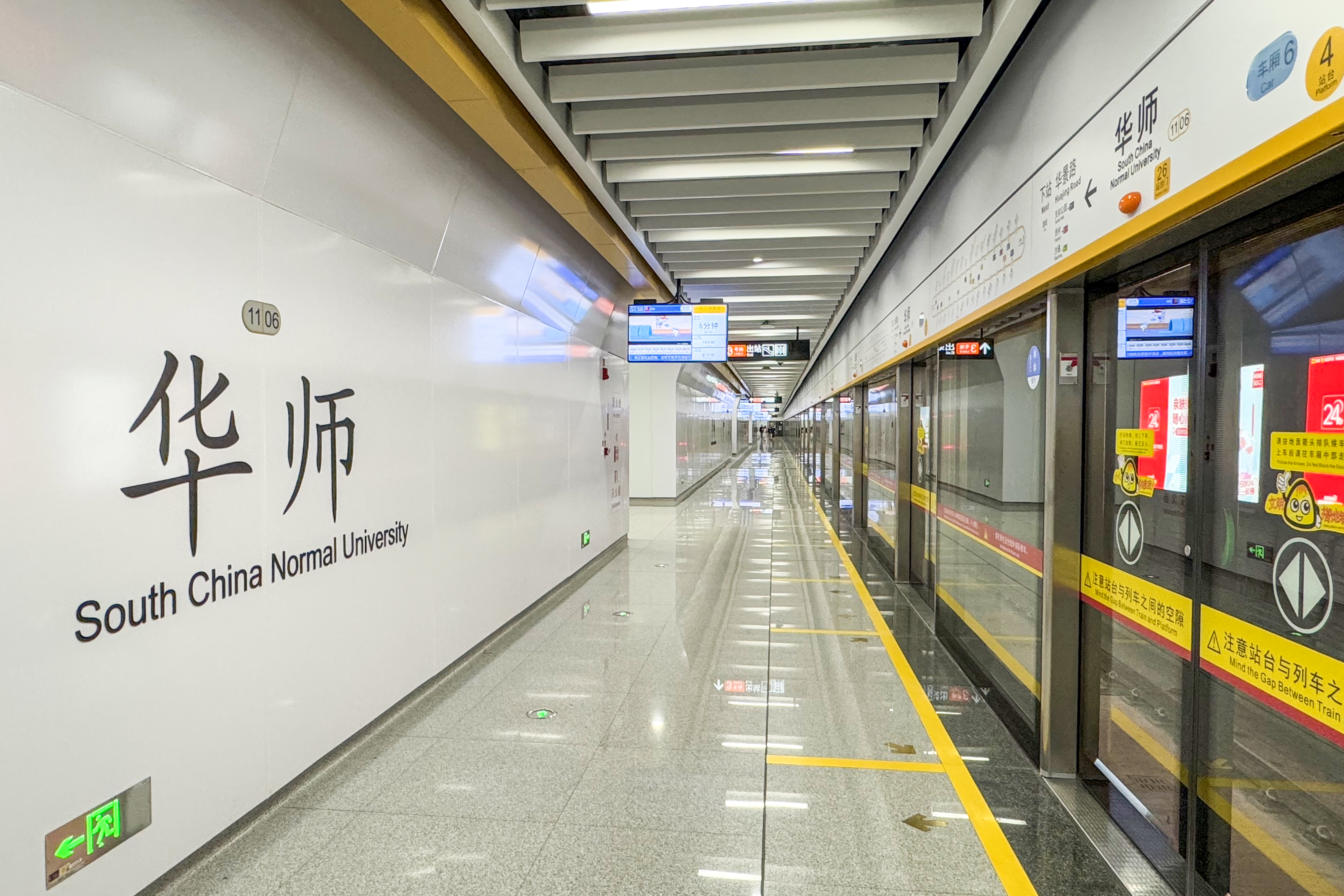
11号線4番線ホーム
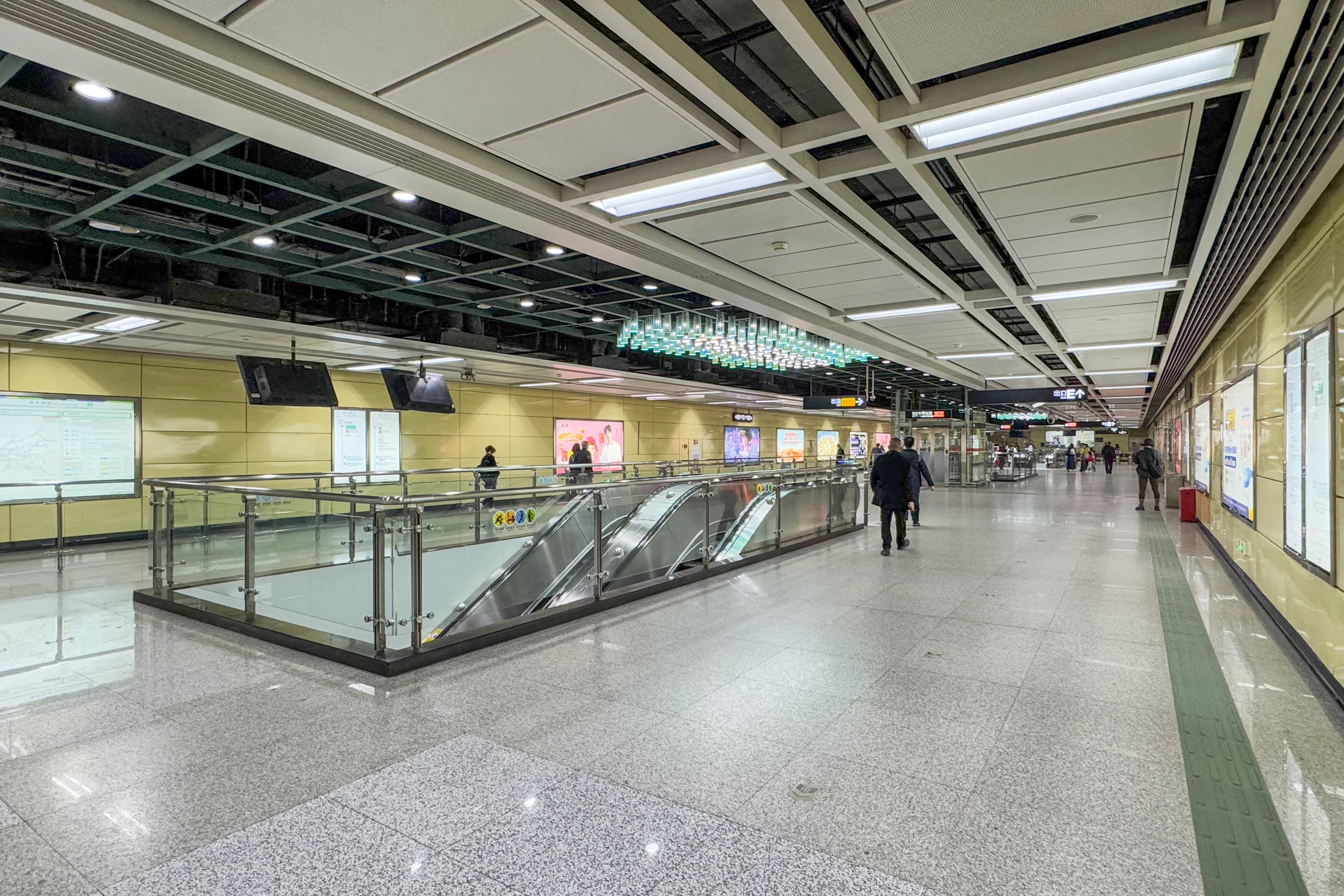
3号線コンコース
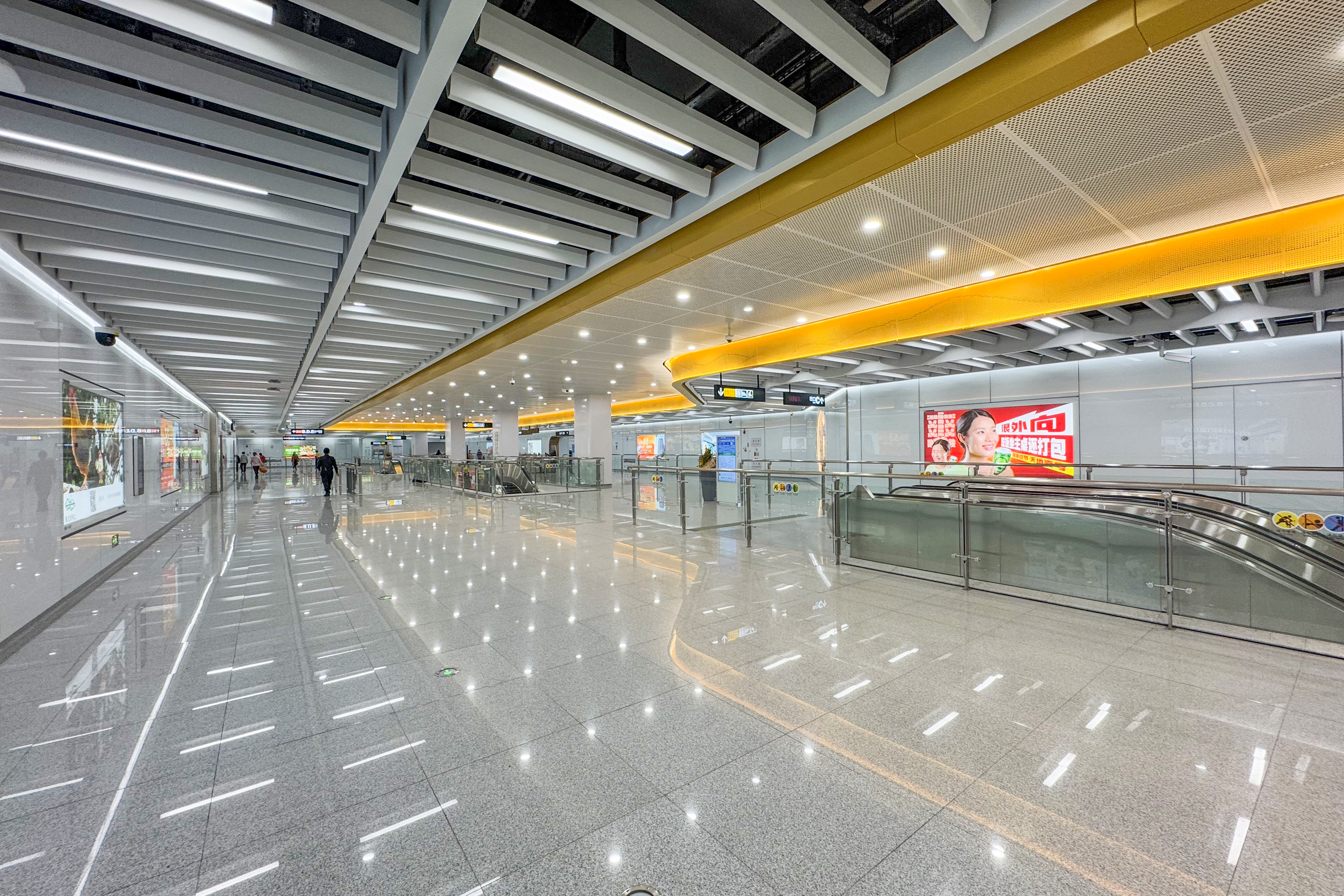
11号線コンコース

## 駅周辺
- 信源ビル
- 高科ビル
- 広東国際科貿中心
- 東方之珠花園
- 尚徳ビル
- 天河科技街
- 天恵ビル
- 五山小区
- 華南師範大学附屬中学
- 東城小区
- 華南師範大学
- 天翔花園
- 華天国際広場

## 隣の駅
広州地下鉄
■ 3号線（支線）
崗頂駅 313 - 華師駅 314 - 五山駅 315
■ 11号線
華景路駅 1105 - 華師駅 1106 - 竜口西駅 1107